# Logikai művelet
Logikai műveletek alatt az ítéletkalkulus ítéletein definiált műveleteket értünk, amelyek segítségével az ítéletekből újabb, összetett ítéleteket alkothatunk. Az így képezett összetett ítéletek igazságértéke pedig egyértelműen meghatározható a kiindulási ítéletek igazságértékeiből.
A logikai művelet, mint általános fogalom, számtalan különféle néven fordul elő a szakirodalomban. A szerzők beszélnek pl. logikai függvényekről, igazságfüggvényekről, logikai operátorokról (ezek közé általában a kvantorokat is beleértve), vagy - ritkábban - junktorokról.
A legáltalánosabban használt logikai műveletek a negáció, a konjunkció, a diszjunkció, az implikáció és az ekvivalencia.
A logikai műveleteket két nagy csoportba osztjuk: formális logikára és szimbolikus logikára. A formális logika célja a helyes következtetések levonása. A szimbolikus logika szimbólumokat használ:
- Igaz = I, i, 1, ↑ (felfelé mutató nyíl), ⊤ (logikai igaz szimbólum), T, t (true); ritkábban I, i (igen), Y, Y (yes)
- Hamis = H, h, 0, ↓ (lefelé mutató nyíl), ⊥ (logikai hamis szimbólum), F, f (false); ritkábban N, n (nem), N, n (no)

## Egyváltozós logikai műveletek
Négy egyváltozós logikai művelet van, hiszen attól függően, hogy a kiinduló állítás igaz vagy hamis, az eredmény is igaz vagy hamis lehet. Tehát a kiinduló állítás igaz és hamis értékéhez is két lehetőség van, ami összesen 2 × 2 = 4 lehetőség.
| A | I | A | ¬A | H |
| - | - | - | -- | - |
| i | i | i | h  | h |
| h | i | h | i  | h |

Az 1. művelet és a 4. művelet értéke mindenütt ugyanaz, vagyis ez a két művelet konstans függvény, ezek valójában nullaváltozós műveletek. Valódi egyváltozós művelet a 2. és a 3. (a 2. a változóhoz saját magát rendeli, a 3. pedig a negáltját).

### Negáció
A negáció (tagadás) egyváltozós logikai művelet; egy állításhoz hozzárendel egy másik állítást, melynek igazságértéke az eredeti ellentettje.
Jele: ¬ (olvasd: nem).
A ¬A állítás akkor igaz, amikor az A állítás hamis, és akkor hamis, amikor az A állítás igaz.
Például: a „szeretem a kutyákat” állításhoz a „nem igaz, hogy szeretem a kutyákat” állítást rendeli hozzá. Fontos kiemelni, hogy a „szeretem a kutyákat” negáltja nem a „nem szeretem a kutyákat”, hiszen az utóbbi csak a szeretet mértékét negálja. Holott, ha nem igaz, hogy „szeretem a kutyákat”, akkor lehet, hogy nem szeretem őket, de az is lehet, hogy közömbös vagyok az irányukban.
A nem szócskával a negáció ellenkezőjére változtatja az állítás logikai értékét.
Értéktáblázata:
| A | ¬A |
| - | -- |
| i | h  |
| h | i  |

## Kétváltozós logikai műveletek
16 kétváltozós logikai művelet van, ugyanis a kétváltozós logikai műveletek két állításhoz rendelnek hozzá egy harmadikat, a két kiinduló állítás mindegyike kétféle logikai értéket vehet fel, ami összesen 4 lehetőséget jelent:
- igaz, igaz;
- igaz, hamis;
- hamis, igaz;
- hamis, hamis;

A kiinduló állítás négy lehetősége mindegyikéhez az eredmény kétféle (igaz vagy hamis) lehet, ez összesen 2 × 2 × 2 × 2 = 16 lehetőség.
| A | B | I | A ∨ B | A → B | B | B → A | A | A ↔ B | A ∧ B | H | ¬(A∨B) | ¬(A→B) | ¬B | ¬(B→A) | ¬A | ¬(A↔B) | ¬(A∧B) |
| - | - | - | ----- | ----- | - | ----- | - | ----- | ----- | - | ------ | ------ | -- | ------ | -- | ------ | ------ |
| i | i | i | i     | i     | i | i     | i | i     | i     | h | h      | h      | h  | h      | h  | h      | h      |
| h | i | i | i     | i     | i | h     | h | h     | h     | h | h      | h      | h  | i      | i  | i      | i      |
| i | h | i | i     | h     | h | i     | i | h     | h     | h | h      | i      | i  | h      | h  | i      | i      |
| h | h | i | h     | i     | h | i     | h | i     | h     | h | i      | h      | i  | h      | i  | h      | i      |

- Az 1. művelet és a 9 művelet értéke mindenütt ugyanaz, vagyis ez a két művelet konstans függvény, ezek valójában nullaváltozós műveletek.
- A 4., a 6., a 12. és a 14. egyváltozós műveletek.
- Valódi kétváltozós műveletek a 2., a 3., az 5., a 7., a 8., a 10., a 11., a 13., a 15. és a 16.

### Konjunkció
Logikai és, jele ∧. Kétváltozós logikai művelet, az eredménye csak akkor igaz, ha A és B is igaz (különben hamis).
Igazságtáblája:
| A ∧ B | A ∧ B | A | A |
| A ∧ B | A ∧ B | i | h |
| ----- | ----- | - | - |
| B     | i     | i | h |
| B     | h     | h | h |

### Diszjunkció
Logikai vagy, jele ∨. Kétváltozós logikai művelet, az eredménye csak akkor hamis, ha A és B is hamis (különben igaz).
Igazságtáblája:
| A ∨ B | A ∨ B | A | A |
| A ∨ B | A ∨ B | i | h |
| ----- | ----- | - | - |
| B     | i     | i | i |
| B     | h     | i | h |